# Kasseien Omloop Exloo
La Kasseien Omloop Exloo era una corsa in linea di ciclismo su strada femminile che si svolgeva nel territorio attorno ad Exloo, nei Paesi Bassi, nel mese di giugno. Dal 2007 al 2011 fece parte del Calendario internazionale femminile UCI come gara di classe 1.2.

## Albo d'oro
Aggiornato all'edizione 2011.
| Anno | Vincitrice        | Seconda           | Terza             |
| ---- | ----------------- | ----------------- | ----------------- |
| 2007 | Moniek Rotmensen  | Kirsten Wild      | Claudia Witteveen |
| 2008 | Kirsten Wild      | Adrie Visser      | Elise Van Hage    |
| 2009 | Chantal Blaak     | Chloe Hosking     | Adrie Visser      |
| 2010 | Regina Bruins     | Kirsten Wild      | Marie Lindberg    |
| 2011 | Christine Majerus | Liesbeth de Vocht | Martina Zwick     |